# Qurnet Murrai

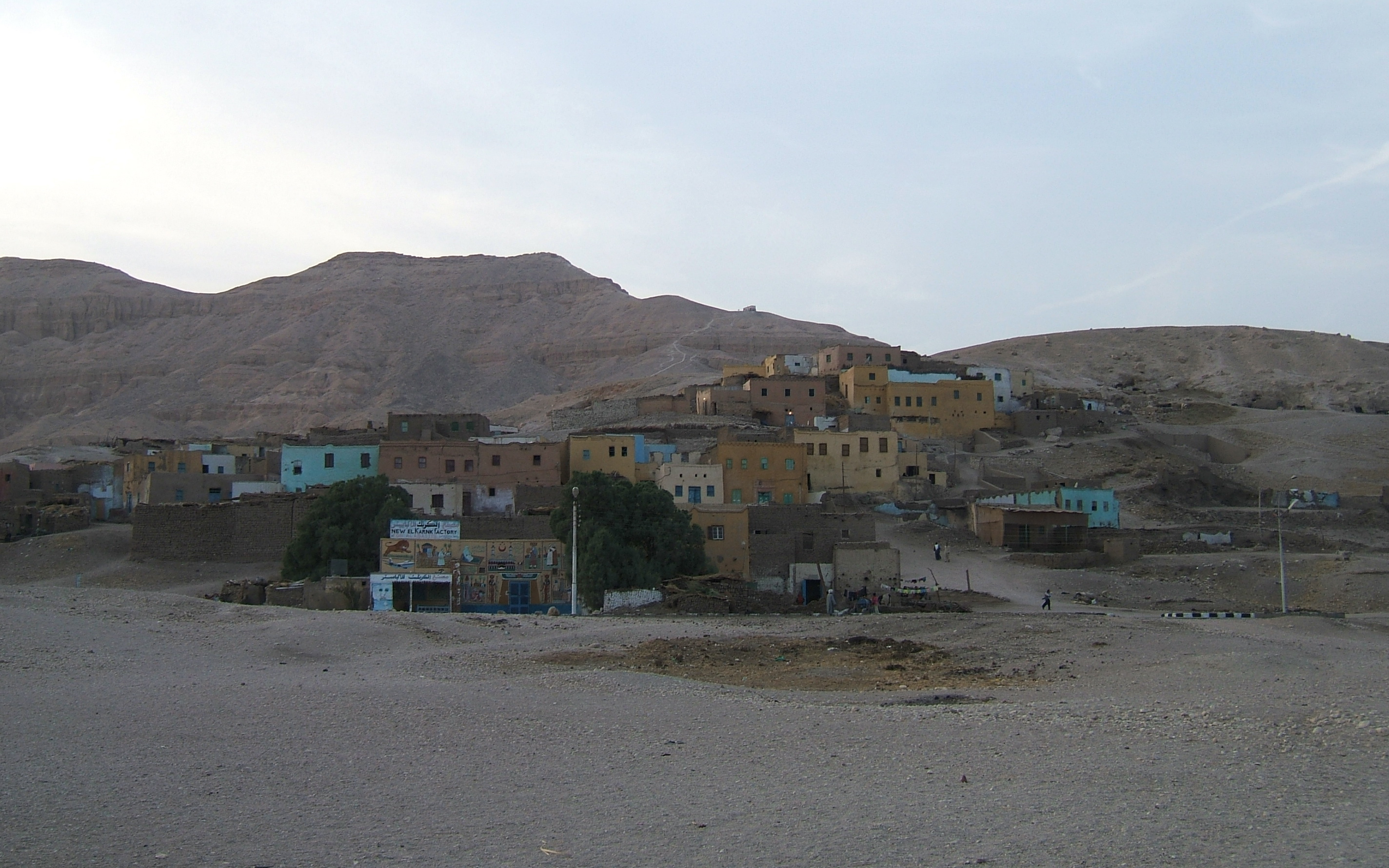
Modernes Dorf von Qurnet Murrai

Qurnet Murrai (auch Kurnet Murai) (arabisch قُرْنَة مَرَعِي Qurnat Mara'i, DMG Qurnat Maraʿī) ist ein kleiner Hügel westlich vom Tempel des Amenophis III., der den südlichsten Teil der altägyptischen Nekropole in Theben-West bildet. Er beherbergt vor allem Privatgräber aus der zweiten Hälfte der 18. Dynastie.

## Geschichte
Koordinaten: 25° 44′ N, 32° 36′ O
Auf dem Hügel befinden sich viele undekorierte Felsgräber, von denen insgesamt siebzehn offiziell nummeriert wurden.
Die Besiedlung mit Gräbern begann, ähnlich wie bei Scheich Abd el-Qurna, während der zweiten Hälfte der 11. Dynastie. Aus dieser Zeit stammen mehrere große Saff-Gräber, die heute hinter modernen Häusern versteckt sind. Das moderne Dorf verursachte die Zerstörung und das Verschwinden zahlreicher Gräber. Weitere Gräber stammen aus der ersten Hälfte der 18. Dynastie und der Ramessidenzeit, der überwiegende Teil datiert jedoch in die Zeit von Amenophis III., Eje und Tutanchamun. Ganz in der Nähe befinden sich die Totentempel dieser Könige und Malkatta, die Palaststadt von Amenhotep III.
Auf dem Gelände wurden hochrangige Beamte begraben, darunter der Vizekönig von Kusch, Merimose und möglicherweise auch der Architekt Amenophis (Sohn des Hapu), der in der Nähe einen eigenen Totentempel besaß.
In koptischer Zeit wurde auf dem nördlichen Teil des Hügels das Kloster des hl. Markus errichtet, das zu den am besten erhaltenen antiken koptischen Gebäuden in Theben-West zählt.

## Die wichtigsten Grabanlagen
Die wichtigsten Grabanlagen stammen aus dem neuen Reich.
| Grab  | Inhaber                | Titel                            | Zeit                      | Dynastie     |
| ----- | ---------------------- | -------------------------------- | ------------------------- | ------------ |
| TT383 | Merimose               | „Vizekönig von Kusch“            | Amenhotep III.            | 18. Dynastie |
| TT40  | Amenhotep (Huy)        | „Vizekönig von Kusch“            | Amenhotep IV.–Tutanchamun | 18. Dynastie |
| TT271 | Nay                    | Chefarzt, „Schreiber des Königs“ | Eje                       | 18. Dynastie |
| TT222 | Turo (Hekamaatrenacht) | „Hohepriester des Month“         | Ramses III.–Ramses IV.    | 20. Dynastie |